# Teatro della Limonaia
Il teatro della Limonaia è un teatro di Sesto Fiorentino.
Questo spazio teatrale è ricavato all'interno della limonaia di villa Corsi Salviati (già villa Guicciardini). L'area rettangolare della limonaia, con la copertura a travi in legno, ospita una gradinata che fronteggia la scena.
Dopo una sporadica utilizzazione come spazio teatrale che negli anni settanta ha ospitato progetti di ricerca legati a compagnie quali il Gruppo della Rocca, il Teatro dell'Elfo e il Laboratorio Nove, nel 1987, grazie alla gestione dell'Associazione culturale Teatro della Limonaia, questo spazio è diventato sede permanente di attività teatrali che hanno assunto un posto di rilievo in ambito nazionale e internazionale.
Nel 1988 veniva inaugurato Intercity, un festival dedicato ogni anno ad una capitale mondiale diversa (New York, Mosca, Stoccolma, Budapest, Montréal, Madrid, Lisbona, Londra, Parigi, Berlino, Atene, San Paolo, Edimburgo, Toronto, Amsterdam, Oslo, Copenaghen, Helsinki, Bucarest, Bruxelles). La drammaturgia contemporanea è il fulcro del festival e infatti viene dato molto risalto alla presentazione di nuovi autori stranieri non solo con le produzioni, ma anche con mise en espace, letture, incontri.
Dal 2013 è sede della Residenza Multipla teatrale TRAM riconosciuta dalla Regione Toscana, che ha affidato la direzione artistica a tre soggetti: Associazione Teatro della Limonaia (per il Festival Intercity e la produzione teatrale), Company Blu (per la danza), AttoDue (per la produzione teatrale).